# Park Shin-won
Park Shin-won (en hangul, 박신원; hanja: 朴|朴信元; nacido el 7 de diciembre de 1988) es un guitarrista y compositor de Corea del Sur.

## Primeros años
Park Shin-won nació en Gwangju, pero se crio en el distrito de Songpa, en Seúl. Se graduó en el Instituto de Artes de Seúl, en música práctica.

## Carrera
Park ha aparecido en el programa de SBS Power FM y fue MC en Mong´s  Living Together en agosto del 2008, ha trabajado como miembro del grupo folk de guitarra acústica Tree Bicycle, componiendo la canción "One More Time" para la banda sonora de la serie de televisión Boys Over Flowers. También ha colaborado como escritor para la canción «Oh My God» de la banda B1A4, incluido en su segundo álbum Who Am I.  Actualmente es miembro  del grupo de Cho Hyung-woo.
Park lanzó un solo digital en 2010, más tarde trabajó como guitarrista en conciertos de cantantes como IU.
El 10 de diciembre de 2014, Park grabó junto a  su hermana, Park Shin-hye, la banda sonora para la serie de televisión Pinocchio, protagonizada por ella. Park Shin-hye proporcionó la voz para la canción  «Love Like Snow», mientras Park Shin-won tocó la guitarra.
Park ha colaborado con el cantante Yoo Seung-eun en la banda sonora de la serie televisiva The K2, con la canción "Sometimes"  en 2016, con el como guitarrista.

## Actuaciones en espectáculos
- 2014 - Park Shin-hye  World Tour: Story of Angel en Taipéi, Taiwán (14 de septiembre de 2014)[7]

## Shows en vivo
| Año  | Título               | Artista       | Canal | Fecha                 |
| ---- | -------------------- | ------------- | ----- | --------------------- |
| 2014 | MBC Show! Music Core | Cho Hyung-woo | MBC   | 18 de octubre de 2014 |